# La Victoria Dos
La Victoria Dos är en ort i Mexiko.   Den ligger i kommunen Sayula de Alemán och delstaten Veracruz, i den sydöstra delen av landet, 500 km öster om huvudstaden Mexico City. La Victoria Dos ligger 33 meter över havet och antalet invånare är 194.
Terrängen runt La Victoria Dos är platt. Runt La Victoria Dos är det ganska glesbefolkat, med 29 invånare per kvadratkilometer. Närmaste större samhälle är Venustiano Carranza, 9,8 km öster om La Victoria Dos. Trakten runt La Victoria Dos består till största delen av jordbruksmark.